# Nhạc drill
Drill là một nhánh phụ của nhạc hip hop bắt nguồn từ đường phố Chicago vào đầu những năm 2010. Nó giống về mặt âm thanh với nhạc trap và tương tự về mặt trữ tình với gangsta rap. Nhạc Drill đã trở thành dòng chính của Mỹ vào khoảng năm 2012 sau thành công của các rapper như Chief Keef, Lil Durk, Lil Reese, Fredo Santana, G Herbo, Lil Bibby, King Louie và sau này là King Von, những người có nhiều người hâm mộ địa phương và sự hiện diện đáng kể trên internet cùng với nhà sản xuất Young Chop. Tiếp theo là sự chú ý của giới truyền thông và việc các nghệ sĩ nhạc Drill ký hợp đồng với các hãng thu âm lớn. Các nghệ sĩ trong thể loại này đã được chú ý nhờ phong cách trữ tình và sự liên quan với tội phạm ở Chicago.
Một biến thể của nhạc Drill, UK Drill, xuất hiện ở London, đặc biệt là ở quận Brixton, từ 2012. UK Drill nổi lên vào giữa năm 2012 và đã ảnh hưởng đến các những dòng nhạc khác, chẳng hạn như Brooklyn Drill ( xuất hiên trở lại ở Brooklyn vào cuối những năm 2010).